# Can Catà de la Torre
Can Catà de la Torre o Els Àngels és una masia de Sant Andreu de Llavaneres (Maresme) inclosa a l'Inventari del Patrimoni Arquitectònic de Catalunya.

## Història
En una llinda interior de la casa hi ha la data 1633, i va ser reconstruïda per Josep Catà de la Torre el 1729, tal com consta en una inscripció en llatí a la linda del balcó de la façana principal. Els Catà van desaparèixer de Sant Andreu de Llavaneres durant el darrer terç del segle xix, i la finca fou adquirida per la família Caralt.

## Descripció
PHa estat modificada i restaurada, però conserva el seu aire senyorial. Presenta un aspecte de casa forta donat per l'enlairament dels dos cossos laterals, que formen dues torres, on hi ha situades les golfes. La casa té planta baixa i dos pisos. Al cos central hi trobem un portal d'arc de mig punt amb tretze dovelles de grans dimensions. A les finestres i balcons hi ha reixes i baranes de ferro forjat del segle xviii. Al primer pis hi ha un balcó. La coberta és a dues aigües i la façana acaba en una cornisa. Les torres estan rematades per un element decoratiu semblant als merlets.
També té una capella, abans dedicada a Sant Josep i actualment a la Mare de Déu dels Àngels.